# Сан-Паскуаль (Каліфорнія)
Сан-Паскуаль (англ. San Pasqual) — переписна місцевість (CDP) в США, в окрузі Лос-Анджелес штату Каліфорнія. Населення — 2101 особа (2020).

## Географія
Сан-Паскуаль розташований за координатами 34°8′21″ пн. ш. 118°6′9″ зх. д. / 34.13917° пн. ш. 118.10250° зх. д. (34.139218, -118.102517).  За даними Бюро перепису населення США в 2010 році переписна місцевість мала площу 0,66 км², уся площа — суходіл.

## Демографія
Згідно з переписом 2010 року, у переписній місцевості мешкала 2041 особа в 909 домогосподарствах у складі 537 родин. Густота населення становила 3089 осіб/км².  Було 961 помешкання (1455/км²).
Расовий склад населення:
| - 65,9 % — білих - 21,5 % — азіатів - 3,1 % — чорних або афроамериканців - 0,3 % — корінних американців - 5,1 % — осіб інших рас |

До двох чи більше рас належало 4,1 %. Частка іспаномовних становила 17,7 % від усіх жителів.
За віковим діапазоном населення розподілялося таким чином: 17,9 % — особи молодші 18 років, 68,2 % — особи у віці 18—64 років, 13,9 % — особи у віці 65 років та старші. Медіана віку мешканця становила 41,3 року. На 100 осіб жіночої статі у переписній місцевості припадало 91,8 чоловіків;  на 100 жінок у віці від 18 років та старших — 90,5 чоловіків також старших 18 років.
Середній дохід на одне домашнє господарство  становив 125 879 доларів США (медіана — 87 708), а середній дохід на одну сім'ю — 150 945 доларів (медіана — 112 000). Медіана доходів становила 80 938 доларів для чоловіків та 70 833 долари для жінок. За межею бідності перебувало 2,6 % осіб, у тому числі 0,0 % дітей у віці до 18 років та 0,0 % осіб у віці 65 років та старших.
Цивільне працевлаштоване населення становило 1207 осіб. Основні галузі зайнятості: освіта, охорона здоров'я та соціальна допомога — 33,5 %, науковці, спеціалісти, менеджери — 21,2 %, роздрібна торгівля — 8,4 %, фінанси, страхування та нерухомість — 7,9 %.